# Jochen van Aerssen
Jochen van Aerssen (ur. 15 kwietnia 1941 w Kevelaer, zm. 9 stycznia 1992 w Düsseldorfie) – niemiecki polityk i prawnik, parlamentarzysta krajowy, poseł do Parlamentu Europejskiego I i II kadencji.

## Życiorys
Po zdaniu matury w 1960 studiował prawo i ekonomię na uniwersytetach w Hamburgu, Kolonii i Fryburgu Bryzgowijskim, uzyskując w 1966 dyplom z ekonomii. W 1964 zdał państwowy egzamin prawniczy I stopnia, zaś w 1970 – egzamin II stopnia, a także obronił doktorat z prawa. Podjął następnie praktykę jako adwokat, pracował także w Izbie Handlu i Przemysłu w Düsseldorfie, gdzie odpowiadał za politykę strukturalną i relacje publiczne. Został wiceprzewodniczącym Unii Europejskich Federalistów w landzie, zasiadł też w regionalnych komisjach do spraw szkolnictwa i relacji niemiecko-holenderskich.
W 1964 zaangażował się w działalność polityczną w ramach Unii Chrześcijańsko-Demokratycznej, od 1970 należał do jej władz w Kleve, a od 1973 był rzecznikiem ds. europejskich CDU w landzie Nadrenia Północna-Westfalia. Od 1970 do 1976 zasiadał w landtagu Nadrenii-Północnej Westfalii, gdzie m.in. kierował komisją ds. planowania. W latach 1976–1983 wchodził w skład Bundestagu dwóch kadencji. Od 1977 do 1989 sprawował mandat deputowanego do Parlamentu Europejskiego, w 1979 i 1984 wybierano go w wyborach bezpośrednich. Przystąpił do Europejskiej Partii Ludowej. Został wiceprzewodniczącym Komisji ds. Stosunków Gospodarczych z Zagranicą (1979–1987), należał też m.in. do Komisji ds. Instytucjonalnych oraz Komisji ds. Rozwoju i Współpracy. W 1989 nie kandydował ponownie.
Po śmierci żony popadł w chorobę alkoholową. 9 stycznia 1992 zmarł śmiercią samobójczą.